# Six Nations Cup 2015
De Six Nations Cup 2015 is een dartstoernooi georganiseerd door de England Darts Organisation (EDO), uitgevoerd onder auspiciën van de British Darts Organisation (BDO). Het toernooi werd gehouden van 20 februari 2015 tot en met 22 februari 2015 in Belfast, Noord-Ierland.

## Six Nations-opstellingen

### Mannen
| 1                                                                                | 2                                                                                         | 3                                                                                       |
| -------------------------------------------------------------------------------- | ----------------------------------------------------------------------------------------- | --------------------------------------------------------------------------------------- |
| Engeland Martin Atkins Glen Durrant Paul Hogan Mark McGeeney Scott Mitchell      | Ierland David Concannon Benny Grace Steve Lennon Mick McGowan Sean McGowan David O'Connor | Nederland Wesley Harms Rick Hofstra Michel van der Horst Danny Noppert Richard Veenstra |
| 4                                                                                | 5                                                                                         | 6                                                                                       |
| Noord-Ierland Paul Brown Kevin Burness Barry Copeland Gary Elliott Colin McGarry | Schotland Steven Mitchell Ross Montgomery Stevie Plank Steve Ritchie Alan Soutar          | Wales Nick Kenny Mark Layton Martin Phillips David Smith-Hayes Wayne Warren             |

### Vrouwen
| 1                                                           | 2                                                                      | 3                                                     |
| ----------------------------------------------------------- | ---------------------------------------------------------------------- | ----------------------------------------------------- |
| Engeland Lisa Ashton Deta Hedman Lorraine Winstanley        | Ierland Robyn Byrne Catherine Fleming Linda Harte Veronica Skeffington | Nederland Rilana Erades Tamara Schuur Vanessa Zuidema |
| 4                                                           | 5                                                                      | 6                                                     |
| Noord-Ierland Grace Crane Jennifer Donaghy Margaret Maguire | Schotland Louise Hepburn Frances Lawson Kate Smith Jenni Tully         | Wales Katie Bellerby Rhian Edwards Rhian Griffiths    |

## Groepsfase vrouwen
vrijdag 20 februari 2015
- Groep 1
  -  Engeland -  Wales 4-5
  -  Wales -  Schotland 8-1
  -  Schotland -  Engeland 2-7

- Groep 2
  -  Noord-Ierland -  Nederland 3-6
  -  Nederland -  Ierland 5-4
  -  Ierland -  Noord-Ierland 6-3

## Groepsfase mannen
zaterdag 21 februari 2015
- Groep 1
  -  Wales -  Ierland 15-10
  -  Ierland -  Engeland 7-18
  -  Engeland -  Wales 14-11

- Groep 2
  -  Noord-Ierland -  Nederland 12-13
  -  Nederland -  Schotland 18-7
  -  Schotland -  Noord-Ierland 10-13

## Knock-out vrouwen en mannen
zondag 22 februari 2015
- 5e / 6e plaats
  -  Schotland -  Noord-Ierland 4-5 (vrouwen)
  -  Ierland -  Schotland 10-13 (mannen)
- halve finale
  -  Wales -  Ierland 5-1 (vrouwen)
  -  Nederland -  Engeland 1-5 (vrouwen)
  -  Nederland -  Wales 13-9 (mannen)
  -  Engeland -  Noord-Ierland 13-6 (mannen)
- finale
  -  Wales -  Engeland 5-3 (vrouwen)
  -  Engeland -  Nederland 13-12 (mannen)